# 고한여자종합고등학교
고한여자종합고등학교는 강원도 정선군 고한읍에 있었던 공립 고등학교이다.

## 연혁
- 1981년 : 고한여자고등학교로 개교
- 1994년 : 고한여자종합고등학교로 변경
- 2008년 : 고한고등학교와 통합으로 인해 폐교[1]